# San Luis San Pedro
San Luis San Pedro es una localidad del estado de Guerrero, México. Es parte del municipio de Técpan de Galeana.

## Historia
A finales del siglo XIV los mexicas fundaron el señorío de cihuatlan, que era una provincia tributaria de la gran Tenochtitlan, capital del imperio Mexica, la provincia de Cihuatlan limitaba al oeste con el río Balsas en Michoacán, al este con el río Papagayo, en Acapulco de Juárez, en el Sur con el Océano Pacífico, y al norte de la Sierra Madre del Sur.La capital homónima de Cihuatlan se asentaba a 3 kilómetros al norte de San Luis San Pedro, en las márgenes del Río San luis, en el paraje denominado Los Cimientos.
En 1773 el Virreinato de la Nueva España concedió los derechos sobre la extensión territorial de Zihuatlan a las misioneras católicas hermanas Soberanis. En ese mismo año, las hermanas Soberanis decidieron cambiarle el nombre a Zihuatlan, pero no quedaron de acuerdo con el nuevo nombre, una de Ellas quería el nombre de San luis, y la otra quería el nombre de San pedroy como no cedían, hubo alguien que quiso hacerle honor a las dos hermanas, y decidieron poner el doble nombre de San Luis San Pedro

## Descripción
San Luis San Pedro es una localidad perteneciente al municipio de Tecpan de Galeana. Se ubica en el centro geográfico de la Costa Grande de Guerrero (México). Tiene dos principales vías de comunicación, la carretera federal número 200, que va de Acapulco a Zihuatanejo, y la carretera San Luis San Pedro a Fresnos de Puerto Rico, que conectara con Cd. Altamirano, en la Tierra Caliente. para viajes aéreos, hay dos opciones, los aeropuertos Internacionales de Acapulco e Ixtapa Zihuatanejo. La economía en desarrollo, es el comercio, la agricultura se basa en la copra, y producción de mangos manila y ataulfo de muy buena calidad, la principal fuente de ingresos es la ganadería

## Población y Lengua
Los habitantes de san luis san pedro son mestizos, descendientes de españoles, se habla el idioma español con acento de la costa, es común en época de Navidad el idioma inglés, debido a los visitantes que llegan de Estados Unidos, Ya que una gran cantidad de personas emigró, y dejaron descendencia, la mayor parte de ellos se asentaron en Chicago Illinois, siendo en consecuencia, parte de esta población, bilingües.

## Personajes Ilustres
- José Cupertino Acosta Galeana

Prestigioso médico de la Costa Grande, hermano mayor de Eleazar Acosta, murió a la edad de 40 años.
- Eleazar Acosta Galeana

Prestigioso médico y filántropo, que por sus buenas obras, fue muy querido por su pueblo, en su honor, una calle lleva su nombre.
- Emma Lorenzana de Sadala,(q.e.p.d.) en su periodo como comisaria municipal realizó varias obras de pavimentación de calles y la construcción del parque central.
- Elias Acosta famoso showman de centros nocturnos de Acapulco.
- Cleto Ramos fue líder de la confederación Nacional Campesina.
- Isabel Martínez "La Tarabilla", y su hermana Patricia Martínez, actrices de telenovelas en Televisa
- Yony Ayvar, fundador del grupo musical Los Yonic,s
- Los Yonic,s

agrupación musical, que en los años ochenta alcanzó su máximo esplendor, en la actualidad el grupo musical quedó disuelto.

## Servicios
- Centro de Salud (SSP)
- Estación de gasolina y diésel.
- Luz Eléctrica.
- Agua Potable.
- Internet.
- Telefonía Fija y Móvil.
- TV Satelital.
- TV por Cable.
- Industrias hieleras y agua purificada.
- Procesadora de frutas.

## Educación
- Jardín de niños Estefanía Castañeda
- Jardín de niños Manuel M. Ponce
- Jardín de niños JONH DEWEY.
- Escuela Primaria Federal Benito Juárez García
- Escuela Primaria Federal Emiliano Zapata
- Escuela Secundaria General Melchor Ocampo
- Universidad UAG Unidad Académica Preparatoria Num. 35.
- Academia de Belleza "MARISOL".
- Colegio ISAAC PITMAN
- Escuela primaria federal ESCUDO NACIONAL

## Deporte
El deporte es una forma de identidad  entre las gente de San Luis San Pedro y para todos los equipos representativos, se utiliza el acrónimo San San, es a partir de los años sesenta cuando un grupo de estudiantes, encabezados por Francisco Garcia, Franco Nuñez, Yamil Sadala, Beto Sadala, forman el primer equipo de futbol de San Luis San Pedro, denominado por primera vez: San San;  adoptando el color rojo y blanco, para las diferentes categorías deportivas, el equipo de Basquetbol suele utilizar un toro como mote.

## Ejido de San Luis San Pedro
Las principales poblaciones del Ejido de San Luis San Pedro son, El Guayabillo. Los Tarros, Llanos de Navarrete, Palo de Arco, La Gloria, Los Tarros y El Chilcahuite.
FUENTES AQUIFERAS El Río San Luis anteriormente llamado Zihuatlan, es la principal fuente hidráulica que abastece con el vital líquido, aunque existe una gran reserva de agua, en la desembocadura del Río, El Tular, que en épocas de sequía, es un paliativo eficaz.